# Ранок на Суспільному
«Ранок на Суспільному» — міжрегіональне шоу ранкове , що виходить на всіх регіональних каналах Суспільного.
Програма припинила вихід з 24 лютого 2022 року через загострення війни в Україні, і доєдналась до телемарофону Єдині Новини.

## Історія
Перший випуск «Ранку на Суспільному» глядачі побачили 15 липня 2020 року.

### Формат
«Ранок на Суспільному» подає новини та інтерв'ю з гостями у прямому ефірі. Програма має випуски "Новин на Суспільному" о 7:00, 8:00 та 9:00. Загалом, тип програми нічим не відрізняється від подібних на каналах 1+1 та К1.

### .Рубрики
Програма триває дві з половиною години — у будні з 6:30 до 9:00. Перша частина етеру — з 6:30 до 7:30 — це більш інформаційний ранок, що базується на новинах, з динамічним темпоритмом подачі. Після 8 години ранку темп уповільнюється, змінюються акценти. Друга частина програми — це рубрики, сюжети й історії.
У листопаді 2021 року стартували нові рубрики від ведучих програми "Ранок на Суспільному". Олександр Єльцов створює рубрику «Критичне мислення» про те, як не пійматися на неправдиві новини і маніпуляцію в ЗМІ та соцмережах. Світлана Стеценко у форматі блогу говорить про «Науковий підхід» до найрізноманітніших побутових тем. Альбіна Підгірняк розповідає добрі новини про найцікавіші події у світі в рубриці «Журнал легких новин». А Віктор Дяченко є творцем рубрикуи у форматі коротких ігрових відеороликів про найпоширеніші помилки в українській мові та грамотності у спілкуванні. 

## Команда
«Ранок на Суспільному» ведуть — Віктор Дяченко, Ольга Топольницька, а також Олександр Єльцов, Антоніна Антоша.
З початку програми у парі з Ольгою Топольницькою програму вів Олесь Гарджук. У листопаді його замінив Віктор Дяченко.
Другий сезон програми команда "Ранку на Суспільному" розпочала в оновленому складі. Віктор Дяченко працює в парі зі Світланою Стеценко, а Олександр Єльцов з Альбіною Підгірняк.